# 이동은 (가수)
이동은 (1963년 12월 7일 ~ )은 대한민국의 싱어송라이터이다.

## 생애
이동은(개명 전 이종석)은 서울특별시 동대문구 휘경동위생병원에서 1녀 3남 중 장남으로 태어났다. 아버지가 서양화가 이덕남이며 고교시절부터 스쿨밴드 활동을 했고, 1984~1986년까지 육군으로 복무하였다. 1987년 유영석과 푸른하늘을 결성, 동아기획에서 1988년 겨울바다로 데뷔했다. 1991년에는 동아기획 소속으로 듀엣 소나무로 활동했으며 1998년부터 2004년에는 미사리에서 소나무밴드 리드보컬로 활동하며 미사리라이브 클럽에서 최고의 라이브밴드로 이름을 알렸으며, 2004년 3월 라이어밴드를 결성해 1집 앨범을 발표한 후 2006년에 발표한 2집 앨범  <사랑한다 더 사랑한다> 히트로 대중에게 알려지게 되었다.
이동은은 1991년 만화가 강철수의 돈아돈아돈아를 영화한 동명의 영화에 전인권, 11월, 강인원과 이동은(이종석)으로 발표한 OST앨범이 있다. 1994년 배창호 감독, 송승헌·신은경 주연의 '젊은 남자' OST에 셀러리맨으로 참여했으며 2005년 문화부 산하 한국문화콘텐츠 진흥원 싱글레이블 육성지원사에업 [라이어밴드]앨범이 선정되었으며 그해 드라마《승부사》 일본판에 《춘기네 세차장, 너의 집 앞에서》가 드라마 음악에 삽입되었다.
이동은은 2010년 프로젝트 밴드 [포커스(박학기, 박승화, 강인봉,이동은)]를 결성해 <한번 더>로 활동했고 2007년 경인방송 써니에프엠 라디오 이동은의 한밤의 라이브 진행, 2014년에 국군방송 국방에프엠 라디오2시의 휴게실 진행, 2016년 TBN 한국교통방송 이동은의 운전가요앨범 진행, 2020년 TBN 경인교통방송 스튜디오 1005를 진행했다. 현재는 라이어밴드 리드 보컬이며 싱어송라이터협회 부회장이며 백석문화대학교 실용음악과에 강의를 나가고 있고 BTN라디오 울림에서 이동은의 라라랜드를 진행 중이다.

## 학력
- 서울배봉초등학교 졸업
- 청량중학교 졸업
- 성동고등학교 졸업

### 앨범
- 1988년 푸른하늘 1집 <겨울바다>
- 1991년 소나무 1집 하나가 되어 <세라, 샐러리맨>
- 2004년 라이어밴드 1집 <너를 지켜줄게>
- 2005년 라이어밴드 싱글  <춘기네 세차장>
- 2006년 라이어밴드 2집  <사랑한다 더 사랑한다>
- 2010년 라이어밴드 싱글  <노브레이크>
- 2013년 이동은 솔로앨범 <사랑한다 그말 한마디>
- 2016년 이동은 솔로앨범 <참 잘했어>
- 2017년 이동은 솔로앨범 <딸의 전화>
- 1991년 옴니버스 앨범 돈아돈아돈아 <자유>
- 2010년 프로젝트 앨범 포커스 <한번 더>

### 출연작
- KBS 주현미의 레브레터 - 고정 출연
- KBS 정재윤의 생생  코리아 임백천 - 고정 출연
- SBS 최백호의 낭만시대
- SBS 이봉원 박미선의 우리집 라디오
- SBS 안선영의 라디오가 좋다
- SBS 손숙,김승현의 편지쇼
- SBS 옥소리의  행복레시피
- CBS [손숙, 한대수 행복의 나라로] [이의정의 12시에 만납시다][노정렬의 뉴스야 놀자] [이명희 박재홍의 싱싱싱] 고정 출연
- TBS [박경련의 주말특급] [남봉의 음악이 있는 거리] 고정 출연
- TBN 박세민, 노유정의 싱싱드라이브
- TBN 이정열의 브라보 마이웨이 - 고정 출연
- WBS 윤세원의 노래하나 추억 둘

- 고정 출연
- WBS 정재윤의 가요가요가요 - 고정 출연
- WBS 김상태의 기분 좋은 12시 - 고정 출연
- 경기방송 이승훈의 가요쇼 - 고정 출연
- 경기방송 해피타임 - 고정 출연
- 여행TV 이경애의 엄마 어디가 - 고정 출연

### 드라마
- KBS 오! 삼광빌라! - 노래하는 가수 역 (특별출연)

### 라디오 진행
- 경인방송 - 써니에프엠 이동은의 한밤의 라이브
- TBN - 교통방송 이희경, 이동은의 싱싱드라이브
- 국군방송  - 2시의 휴게실
- TBN - 한국교통방송 이동은의 운전가요앨범
- 경인교통방송 - 스튜디오 1005